# Eichfeld
Eichfeld es una ciudad en el distrito de Südoststeiermark en Estiria en Austria. Las localidades de Hainsdorf-Brunnsee y Oberrakitsch se encuentran dentro del municipio. El 1 de enero de 2015, acciones de reforma administrativa en Estiria fusionaron las ciudades de Mureck, Gosdorf, y Eichfeld, que incluía los pueblos de Hainsdorf-Brunnsee y Oberrakitsch. El nuevo municipio se llama Mureck.